# Christopher Chataway

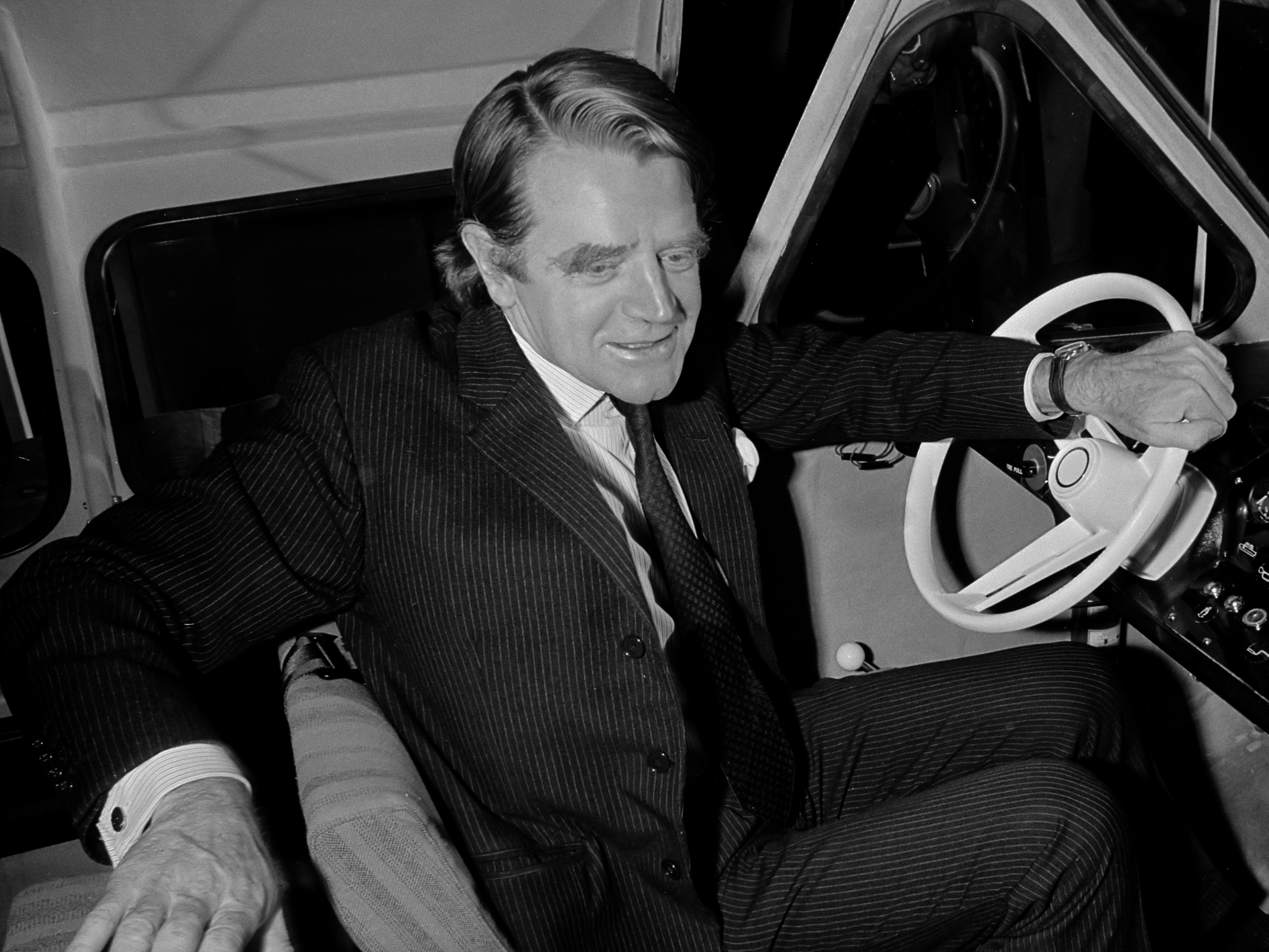
Christopher Chataway 1972

Sir Christopher John Chataway (* 31. Januar 1931 in Chelsea, London; † 19. Januar 2014 in der City of Westminster, London) war ein britischer Leichtathlet und Politiker.

## Sportliche Karriere
1952 gewann Chataway seinen ersten Titel, als er AAA-Meister im 3-Meilen-Lauf wurde. Bei den Olympischen Spielen 1952 in Helsinki stand er im Finale über 5000 Meter. In der letzten Runde übernahm Chataway die Führung, wurde aber sofort von Emil Zátopek und Alain Mimoun angegriffen und überholt, eingangs der Zielgeraden stürzte Chataway. Er rappelte sich zwar sofort wieder auf, wurde aber in der Zwischenzeit auch von Herbert Schade und Gordon Pirie überholt. Zeitgleich mit Pirie wurde Chataway in 14:18,0 Minuten Fünfter. Seinen ersten Weltrekord stellte Chataway am 1. August 1953 in der Meilenstaffel auf.
Den nächsten Weltrekord, an dem Chataway beteiligt war, stellte sein Studienkollege aus Oxford, Roger Bannister auf. Am 6. Mai 1954 war Chataway einer der Tempomacher für Bannister, als dieser den Weltrekord im Meilenlauf unter die Vier-Minuten-Grenze verbessern konnte. Sechs Wochen später machte Chataway Tempo für den Australier John Landy, als dieser Bannisters Weltrekord unterbot. Am 10. Juli 1954 stellte Chataway seinen ersten Weltrekord auf einer Einzelstrecke auf, als er den Rekord im 3-Meilen-Lauf im Finale der AAA-Meisterschaft auf 13:32,2 Minuten verbesserte, das Rennen gewann allerdings Fred Green bei Zeitgleichheit. Am 3. August 1954 siegte Chataway im Finale des 3-Meilen-Laufs der British Empire and Commonwealth Games 1954 in Vancouver vor Fred Green, blieb allerdings drei Sekunden über dem Weltrekord. Am 29. August 1954 fand in Bern das 5000-Meter-Finale der Europameisterschaften statt. Wolodymyr Kuz übernahm frühzeitig die Führung und unterbot mit 13:56,6 Minuten Zátopeks Weltrekord im Alleingang. Chataway und Zatopek konnten dem Tempo nicht folgen, mit über zehn Sekunden Rückstand gewann Chataway Silber vor Zatopek. Am 13. Oktober 1954 trafen Kuz und Chataway beim Städtevergleich London/Moskau im White City Stadium aufeinander. Erneut lief Kuz von Beginn an hohes Tempo, aber Chataway blieb stets an Kuz dran. Unterwegs unterbot Kuz den 3-Meilen-Weltrekord von Green und Chataway, im 5000-Meter-Ziel allerdings hatte Chataway eine Zehntelsekunde Vorsprung auf Kuz und stellte in 13:51,6 einen neuen Weltrekord auf. Zehn Tage später unterbot Kuz diesen Weltrekord erneut. Für seine Erfolge im Jahr 1954 wurde Chataway mit dem erstmals verliehenen Titel BBC Sports Personality of the Year geehrt. Sein Training war vor allem durch Franz Stampfl beeinflusst, d. h., er trainierte wenig und vor allem nach der Methode des intensiven Intervalltrainings.
An die Erfolge des Jahres 1954 konnte Chataway nicht wieder anknüpfen. Zwar gewann er 1955 noch einmal den AAA-Titel im 3-Meilen-Lauf, aber nachdem er durch Krankheit geschwächt bei den Olympischen Spielen 1956 nur Elfter über 5000 Meter geworden war, beendete Chataway seine sportliche Karriere.

### Weltrekorde
| Disziplin                | Leistung        | Datum            | Ort    | Anmerkung                                                            |
| ------------------------ | --------------- | ---------------- | ------ | -------------------------------------------------------------------- |
| Staffel über 4 × 1 Meile | 16:41,0 Minuten | 1. August 1953   | London | Besetzung: Chataway, Bill Nankeville, Donald Seaman, Roger Bannister |
| 3-Meilen-Lauf            | 13:32,2 Minuten | 10. Juli 1954    | London | zeitgleich mit Fred Green                                            |
| 5000-Meter-Lauf          | 13:51,6 Minuten | 13. Oktober 1954 | London |                                                                      |
| 3-Meilen-Lauf            | 13:23,2 Minuten | 30. Juli 1955    | London |                                                                      |

### Bestzeiten
- 1500 Meter: 3:45,6 Minuten
- Meilenlauf: 3:59,8 Minuten (1955)
- 2000 Meter: 5:09,4 Minuten
- 3000 Meter: 8:06,2 Minuten
- 3-Meilen-Lauf: 13:23,2 Minuten (1955)
- 5000 Meter: 13:51,6 Minuten (1954)

## Leben außerhalb des Sports
Bereits 1955 setzte Chataway seine Popularität für eine neue Karriere ein: Er trat als erster Nachrichtensprecher für Independent Television News vor die Kamera, den ersten Konkurrenten der BBC. Chataway trat der Conservative Party bei und gewann 1959 den Parlamentssitz von Nord-Lewisham. Er hielt diesen Sitz bis 1966. In seiner Jungfernrede im Parlament sprach er sich dagegen aus, dass die englische Cricket-Nationalmannschaft eine Tournee durch das von Apartheid geprägte Südafrika machte. Für seine Kampagne im Weltflüchtlingsjahr 1960 wurde er mit dem Nansen-Flüchtlingspreis ausgezeichnet.
Nach seiner Abwahl 1966 war Chataway Vorsitzender der Londoner Erziehungsbehörde (Inner London Education Authority). Im Mai 1969 wurde Chataway bei einer Nachwahl in Chichester wieder ins britische Unterhaus gewählt. Nachdem Edward Heath 1970 überraschend die Parlamentsmehrheit gewonnen hatte, wurde Chataway Mitglied des Kabinetts. Von Juni 1970 bis April 1972 war Chataway Minister für Post und Telekommunikation. In seiner Amtszeit wurde das Radiomonopol der BBC abgeschafft und das kommerzielle Radio zugelassen. Nach einer Regierungsumbildung war Chataway ab April 1972 Minister für Industrielle Entwicklung. Als die Conservative Party 1974 abgewählt wurde, verließ Chataway mit 43 Jahren die Politik.
Von 1974 bis 1988 war er Direktor bei der Orion Bank. Danach übernahm er verschiedene Ehrenämter. So wurde er Vorsitzender der Behörde für Zivilluftfahrt (Civil Aviation Authority), unterstützte Chris Brasher bei der Etablierung des London-Marathons, und seit 1990 war er Vorsitzender des Commonwealth-Games-Ausschusses für England. 1995 wurde Chataway zum Ritter geschlagen.